# 1402
1402 (MCDII) je bilo navadno leto, ki se je po julijanskem koledarju začelo na nedeljo.

## Dogodki
- 22. februar - ustanovljen Srbski despotat (ukinjen 1459)

Neznan datum
- Timurlenk zavzame Ankaro in zajame Bajazida I.
- Praga, Češka: dokončan je kamniti Karlov most, ki se pne čez reko Vltavo.

## Smrti
- 1. avgust - Edmund iz Langleyja, angleški princ, 1. vojvoda York, 1. grof Camebridge (* 1341)
- 3. september - Gian Galeazzo Visconti, milanski vojvoda (* 1351)

Neznan datum
- Fang Xiaoru, kitajski konfucijanski uradnik (* 1357)
- John Trevisa, angleški prevajalec (* 1342)